# Orsar

Veler navegant de través que orsa fins a la cenyida.

Veler navegant de través que arriba fins a posar-se d'empopada.

Orsar és girar un vaixell de manera que el vent formi angles més petits amb la direcció de la proa. També és donar al timó la posició necessària perquè el buc orse.

## Tipus d'orsada
Orsar a un temps: fer el moviment d'orsa tots els vaixells d'una mateixa línia o columna alhora.
Arribar l'orsa a tal rumb. es diu estant a la capa, per a denotar la quantitat d'aquell moviment i formar judici de les propietats del vaixell en aquesta posició.
Sondar sobre una orsa: verifica aquesta maniobra sense detenir absolutament la marxa del buc, sinó només orsant fins que comencin a flamejar les veles.

## Arribar
La maniobra contrària a orsar s'anomena arribar. Quan un veler arriba modifica la seva orientació respecte del vent agafant aqueix de manera més oberta. O, el que és el mateix, rebent el vent amb un angle més obert (angle més gran).
El límit d'una arribada és la navegació en popa. Si hom persisteix en l'arribada el resultat és una virada en rodó (si es tracta d'una maniobra voluntària) o en una trabujada (segons la definició antiga del castellà "trasluchada" és una virada no desitjada per rodó, maniobra brusca i perillosa).